# Nictibi comú
El nictibi comú(Nyctibius griseus) és una espècie d'ocell nocturn de distribució geogràfica tropical. Es pot trobar a Centreamèrica i a Sud-amèrica, des de Costa Rica fins al nord de l'Argentina i al nord d'Uruguai.
Habita els boscos oberts i les sabanes. Pon un sol ou blanc tacat, directament en una depressió d'una branca d'un arbre.